# Чиприани, Джованни Баттиста
Джованни Баттиста Чиприани, также Джузеппе Чиприани (итал. Giovanni Battista Cipriani; 1727, Пистоя, Тоскана — 14 декабря 1785, Хаммерсмит, Лондон) — итальянский исторический живописец, рисовальщик и гравёр, мастер офорта. С 1755 года Чиприани жил и работал в Англии. Значительная часть его рисунков награвирована его другом Франческо Бартолоцци.

## Биография
Чиприани был родом из Пистои в Тоскане. Учился в Академии изящных искусств во Флоренции у живописца и коллекционера произведений искусства Игнацио Хагфорда, флорентийского художника английского происхождения, ученика Антона Доменико Габбиани, затем, с 1750 года, работал в Риме. По примеру Помпео Батони, живописца и рисовальщика академического направления римской школы, и немецкого художника Антона Рафаэля Менгса, друга Винкельмана, Чиприани увлёкся идеями неоклассицизма.
Работая в Риме в 1750—1753 годах, он познакомился с английским архитектором Уильямом Чеймберсом и скульптором Джозефом Уилтоном. В 1755 году Чиприани сопровождал их во время поездки в Лондон. По прибытии в Англию ему покровительствовал лорд Тилни, герцог Ричмондский и другие английские аристократы. Успеха Джованни Баттиста Чиприани добился главным образом своими выразительными рисунками.
В 1761 году он женился на англичанке и имел троих детей, двух сыновей и дочь, в том числе Генри, который также стал художником (скончался в Лондоне 17 сентября 1820 года).
В Лондоне Чиприани создал своё самое знаменитое произведение — росписи Сомерсет-Хауса. Считается, что все декоративное убранство особняка (кроме статуй работы Джона Бэкона) было выполнено по его рисункам. Им были отреставрированы плафонная живопись в Виндзорском замке и плафон Рубенса в банкетном зале Уайтхолла (1778).
В 1768 году Чиприани стал одним из основателей Королевской академии художеств в Лондоне. После смерти художника, всех его рисунков насчитывалось более тысячи. Гравировал Чиприани в основном по живописным оригиналам других художников, в частности Рубенса.
Чиприани разрабатывал проекты оформления интерьеров и декора мебели. Известны его рисунки с изображениями нимф и амуров, гирлянд и медальонов. Эти рисунки английские мастера использовали для инкрустации в технике маркетри. Часть мебели, спроектированной в мастерских братьев Адам, вероятно, была расписана самим Чиприани. Таким образом он внёс свой вклад в формирование «стиля Адам» — английского неоклассицизма в архитектуре и декоративно-прикладном искусстве.
Чиприани скончался в Хаммерсмите на западе Лондона и был похоронен в Dovehouse Green, Челси, где Бартолоцци воздвиг ему памятник.
Среди его учеников были Джон Александр Грессе (1741—1794); Чарльз Гриньон Младший (1754—1804), Маврикий Лоу (1746—1793), Ричард Ирлом (1742—1822).

## Галерея

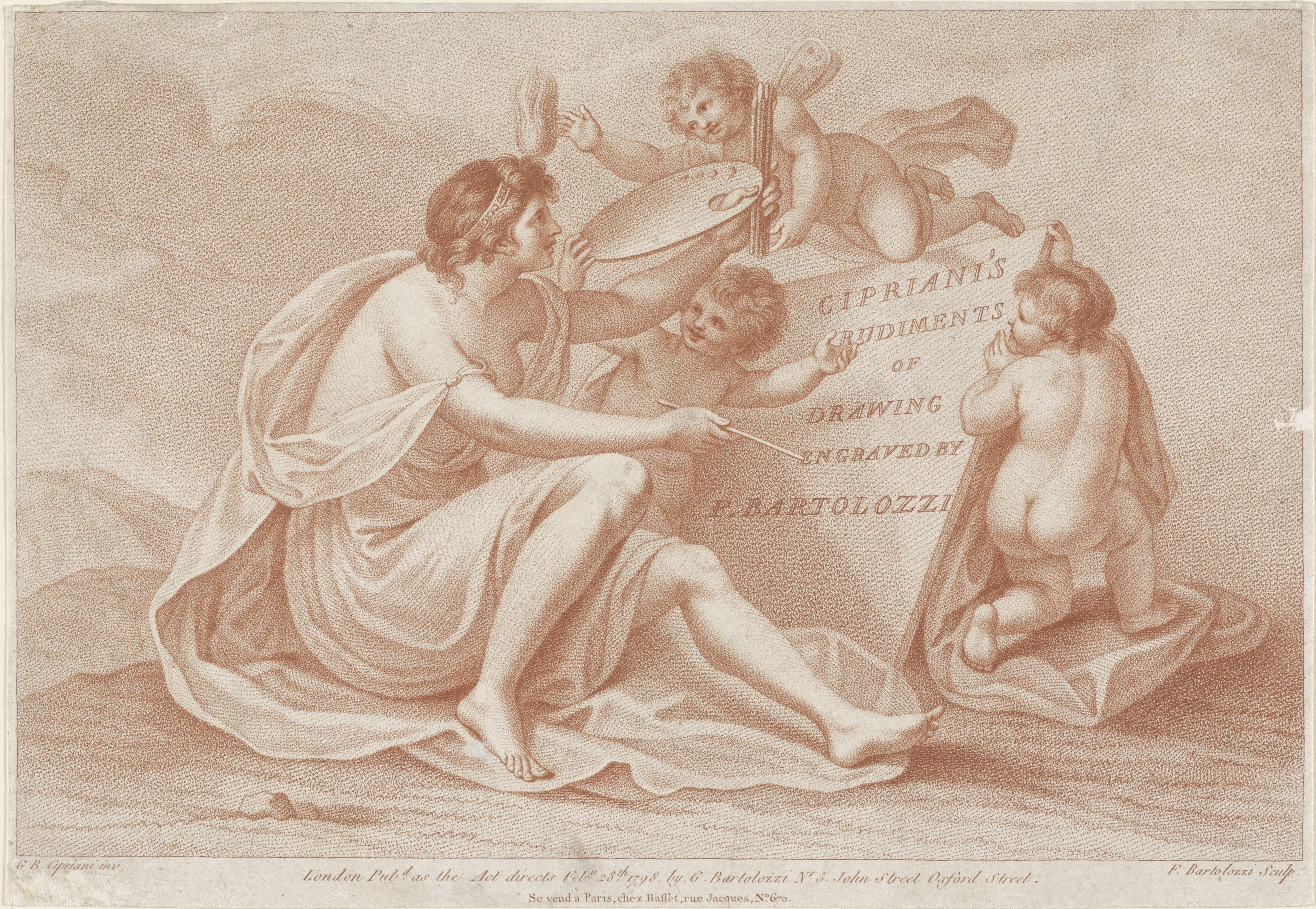
Титульный лист издания «Начала рисования Чиприани, награвированные Ф. Бартолоцци». 1798. Офорт
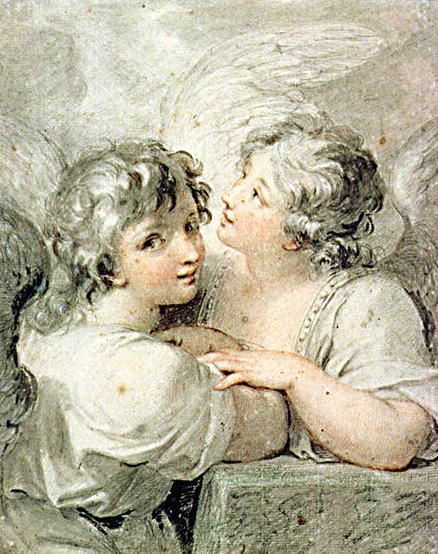
Два ангела. Пастель, сангина
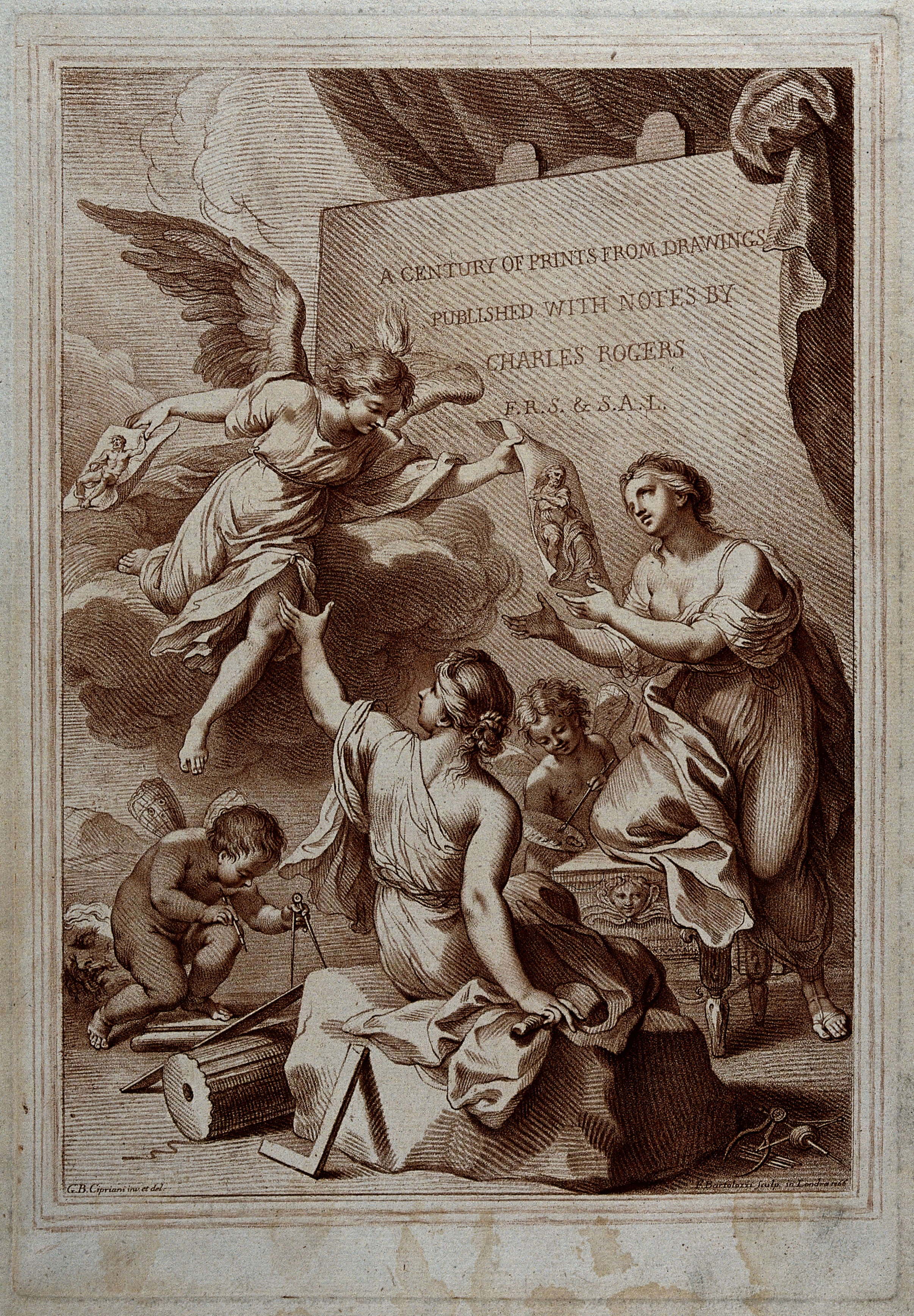
Аллегория изобразительного искусства и архитектуры. Гравюра Ф. Бартолоцци по рисунку Чиприани. Пунктир, резец
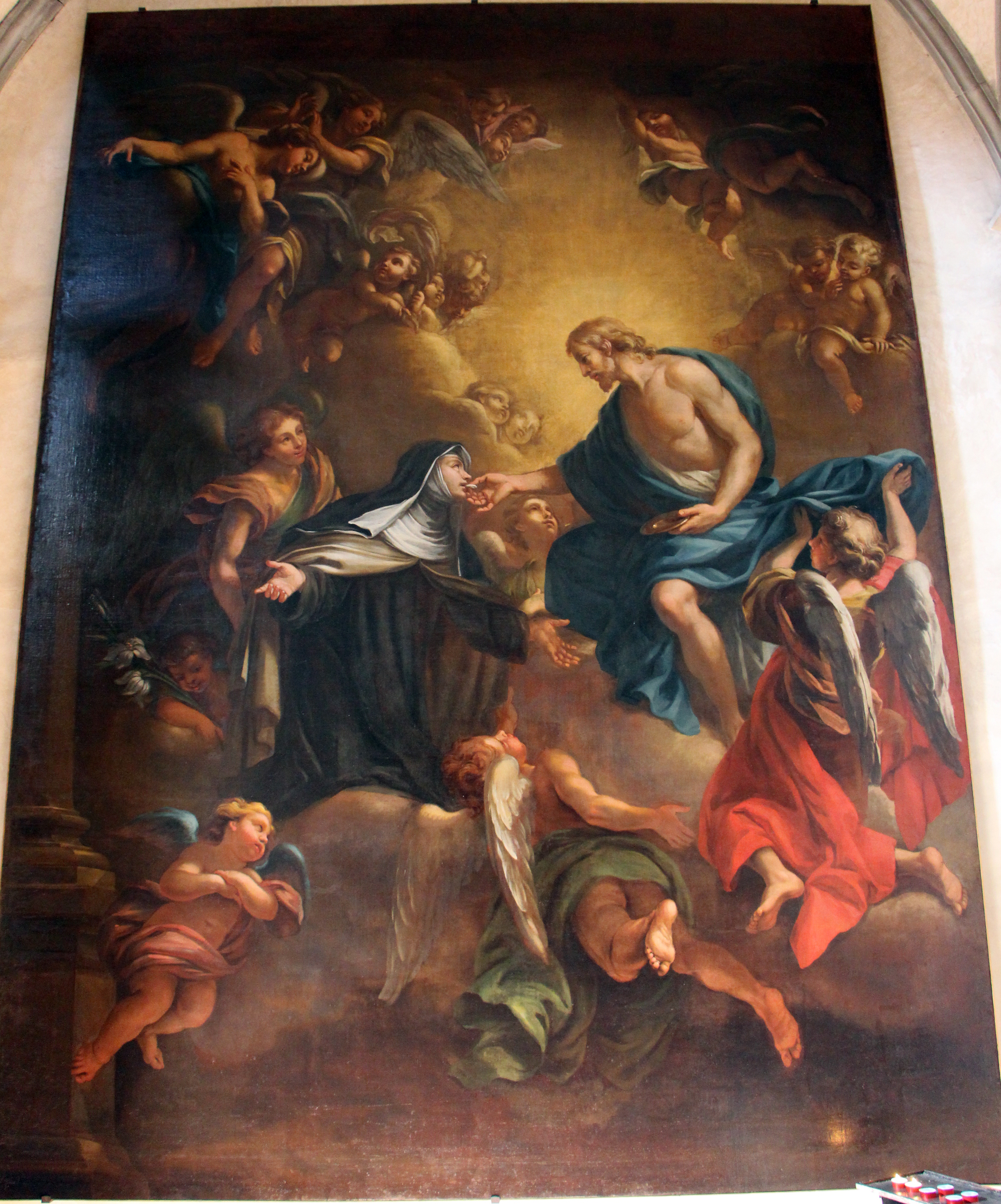
Причастие Святой Марии Магдалины деи Пацци. 1754. Церковь Святой Марии Магдалины деи Пацци, Флоренция
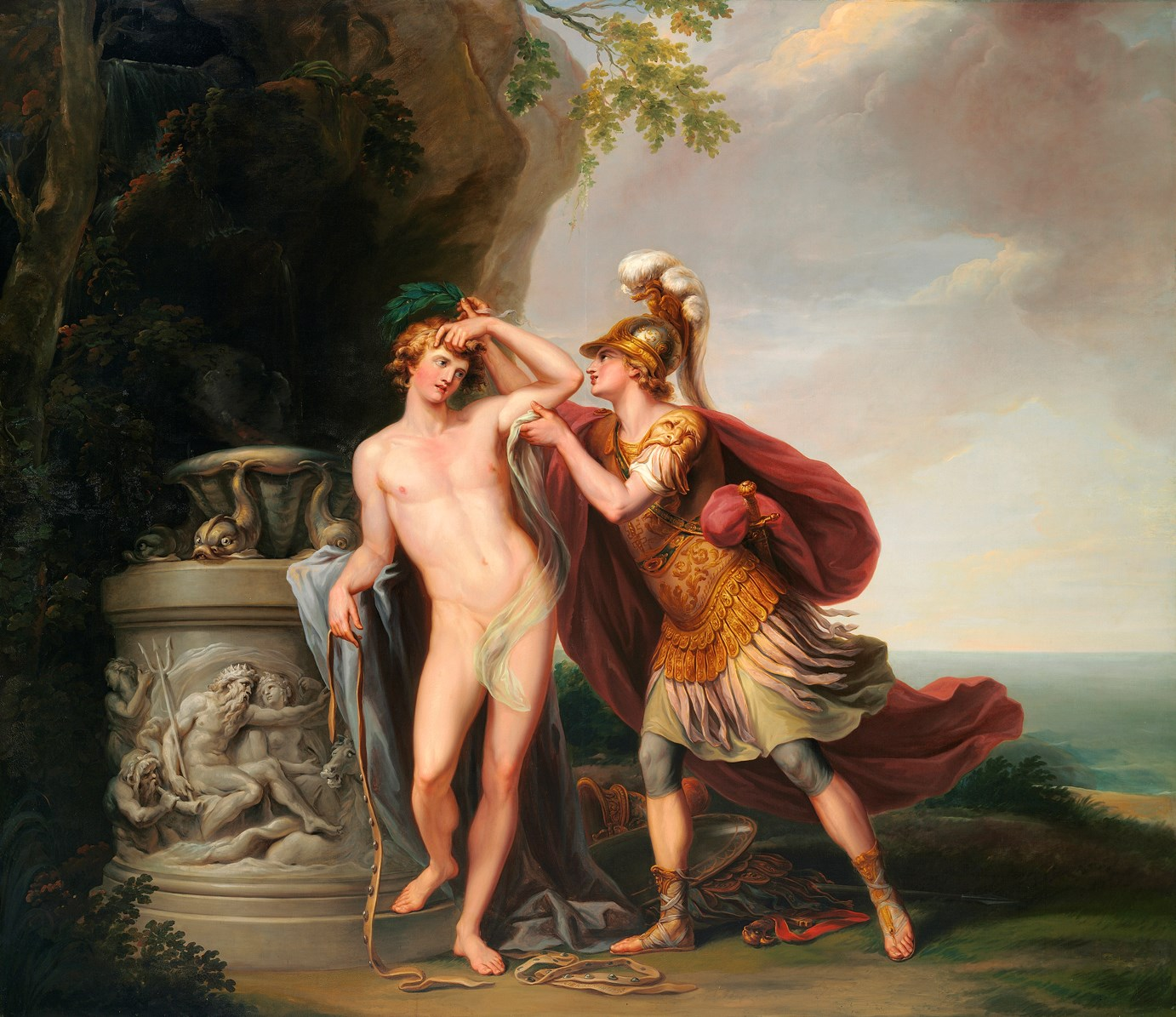
Кастор и Поллукс. 1783. Холст, масло
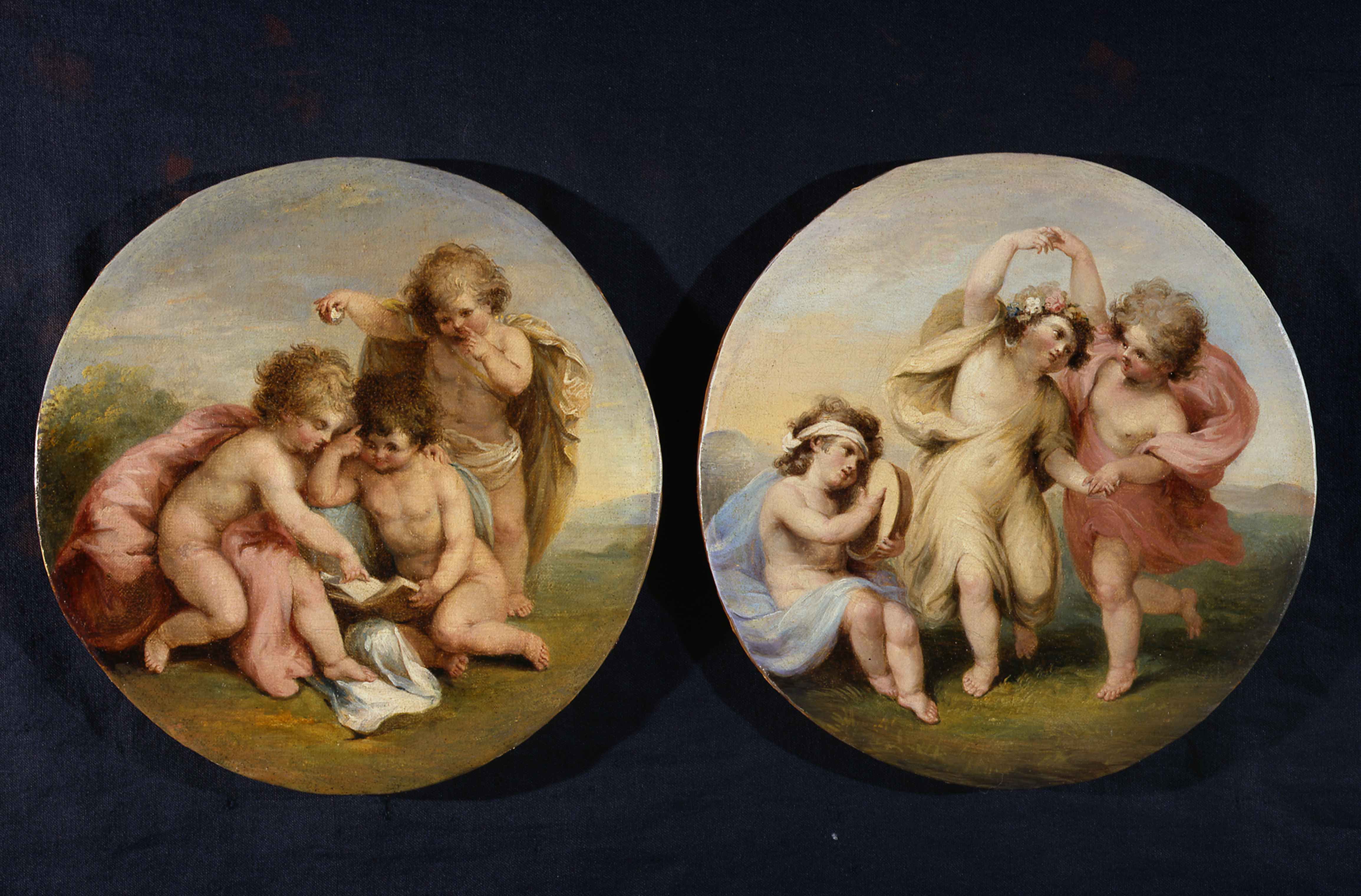
Путти. Холст, масло. Коллекция Майнетти. Рим
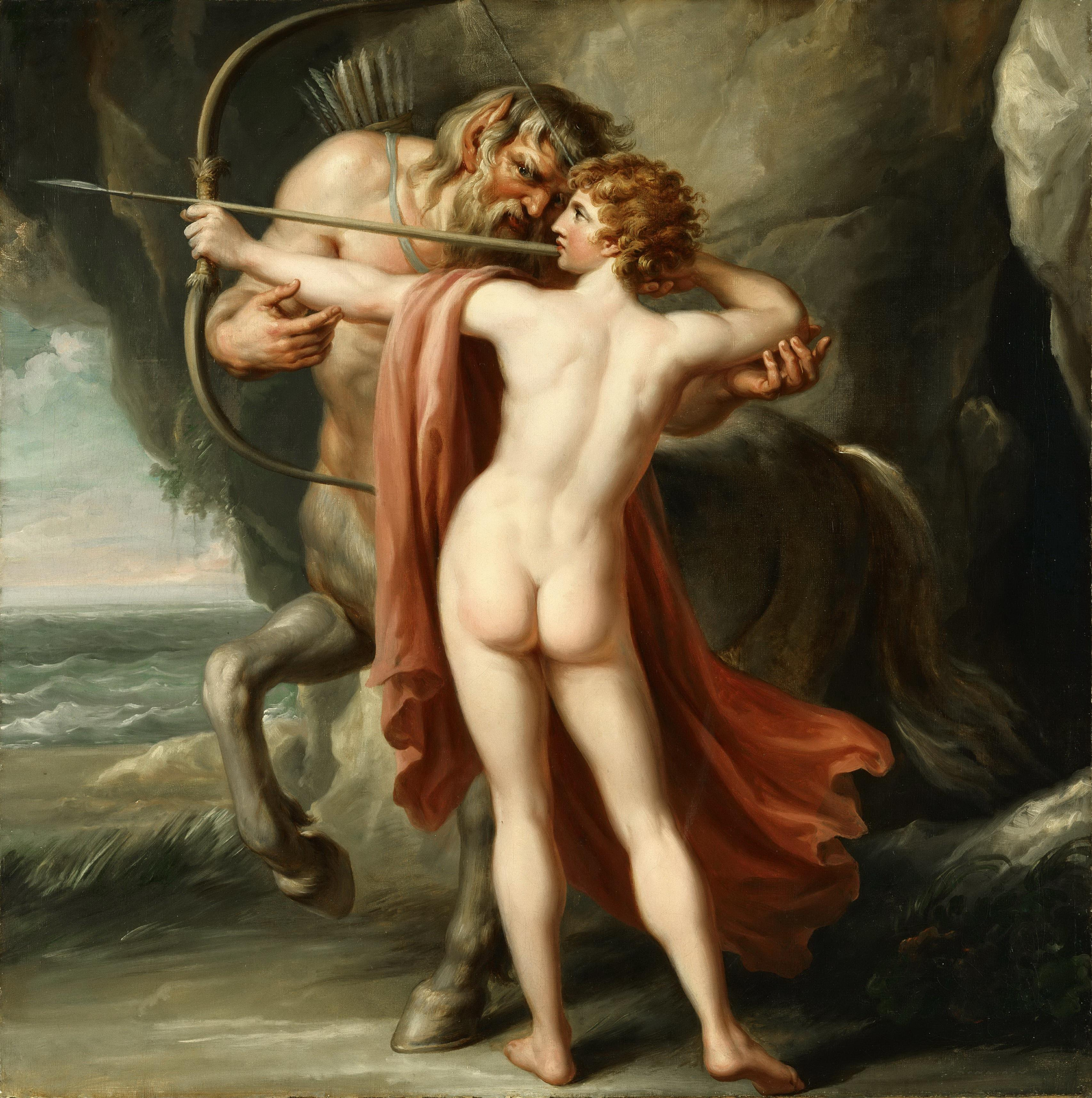
Хирон, обучающий Ахиллеса стрельбе из лука. Ок. 1776. Холст, масло. Художественный музей Филадельфии, США